# Mogods
Mogods és el nom que rep una regió muntanyosa del nord de Tunísia, entre Bizerta i Khumayr, formada per turons, altiplans i planes de gres, antigues conques lacustres cobertes de dipòsits d'argila. Les muntanyes dels Mogods són en general properes a la costa. Hi ha nombrosos embassaments destacant els de Sidi El Barak i el de Joumine. Entre els turons, destaquen el Djebel Aïn Chouna i el Djebel Tabouna, cap dels quals sobrepassa els 600 metres. L'oued Sejnane divideix els Mogods en dos parts; la part nord amb façana marítima i la part sud entre la plana de Nefza i el llac d'Ichkeul i les planes de Mateur. La pluviometria mitjana de la zona supera els 1000 mm/any. L'arbre dominant és el roure. La regió forma part de l'anomenada cadena Khumayr-Mogods.
Aquesta regió està separada de la Kroumirie pel llac de Nefza, vinculat a la presa de Sidi El Barrak.

## Localització
Els Mogods se situen entre el litoral al nord i la vall de la Medjerda al sud, a l'extrem de l'Atles Tell. Els límits són el cap Negro a l'oest i Teskraya a l'est.

## Ecologia
Les precipitacions importants, de 600 mil·límetres anuals a les planes i 1.200 mil·límetres als relleus, presenten una forta irregularitat interanual. Actua sobre un subsòl àcid donant lloc a sòls hidromorfs i àcids marrons.
La vegetació forestal està dominada a la costa per l'alzina, als fons de les valls per l'olivera i el llentiscle, als vessants per l'alzina surera i el llentiscle. Els boscos de ribera estan poblats de roure africà, vern i freixes de fulla estreta. Es beneficien d'un bioclima mediterrani humit amb un hivern suau.
Aquesta regió alberga diversos aiguamolls, especialment els de Garâa Sejnane. Aquests espais són fràgils allà, ja que les torberes d'esfagne, Sphagnum auriculatum, semblen haver-hi desaparegut.